# San José (1783)
El San José fue un navío de línea de  la Armada española que fue capturado por Reino Unido en el transcurso de la batalla del cabo San Vicente el 14 de febrero de 1797. Rebautizado como HMS San Josef, en la Royal Navy se desempeñó como buque insignia del almirante John Thomas Duckworth.

## Armada española y batalla de San Vicente
Bautizado inicialmente como San José, el navío fue construido en los astilleros gallegos del Ferrol, siendo dado de alta en servicio en el año 1783. El buque fue diseñado de acuerdo con el "sistema francés" de Francisco Gautier, siendo el constructor José Romero y Fernández de Landa. También tenía 94 cañones nominales y estaba categorizado como navío de primera clase, según los estándares británicos.
En 1797 participó en la batalla del cabo de San Vicente (Portugal). Al amanecer del día 14 de febrero, la flota británica, que lideraba John Jervis estaba preparada para enfrentarse a la flota conjunta hispano-francesa que había partido del puerto de Cartagena al mando de José de Córdova y Ramos. Para ventaja de los ingleses, la escuadra española estaba formada en dos grupos tácticamente mal dispuestos para el combate, mientras que los ingleses conservaban la línea. Jervis ordenó a su flota que pasara entre ambos grupos, lo que optimizaría el uso de los cañones de sus barcos, mientras impedía que la flota española pudiera usar todos los suyos. En todo momento maniobró la flota con el fin de impedir que los barcos españoles pudiesen escapar hacia Cádiz.
De los 27 navíos de línea con los que contaba la flota española, entraron en combate siete, perdiendo cuatro, e incluso podría haber llegado a perder a su buque insignia de no ser por la actuación de Cayetano Valdés, al mando del Infante don Pelayo, que acudió en su socorro cuando ya había arriado su bandera. Se dice que amenazó al buque insignia español con cañonearlo también si no levantaba de inmediato su pabellón. Otros cuatro buques de la flota quedaron muy seriamente dañados. Los británicos apresaron al San José, Salvador del Mundo, San Nicolás de Bari y el San Antonio.
La batalla costó la vida de 250 hombres por parte española. La flota británica, al mando de John Jervis, demostró que, a pesar de estar en inferioridad numérica, la disciplina y el entrenamiento de sus marinos eran cruciales para convertirla en un arma de guerra imbatible, cosa que años más tarde se demostraría de nuevo en la batalla de Trafalgar.
En la posterior retirada española, algunos barcos huyeron hacia Cádiz, mientras que otros lo hicieron con rumbo a Algeciras.

## Acción en laRoyal Navy
Después de su captura, pasó a llamarse HMS San Josef y se elevó su artillería a 114 cañones nominales. Lejos de servir para acciones capitulares de la Royal Navy, dada su envergadura como navío de línea, acabó su vida útil como cebo y escenario de entrenamiento para los artilleros británicos, así como barco de guardia en Devonport, donde había una escuela de artilleros establecida. Sirvió también como buque escuela para la formación de posteriores capitanes de la Royal Navy a partir de 1837. Fue desguazado en mayo de 1849.